# Cadolla (clot)

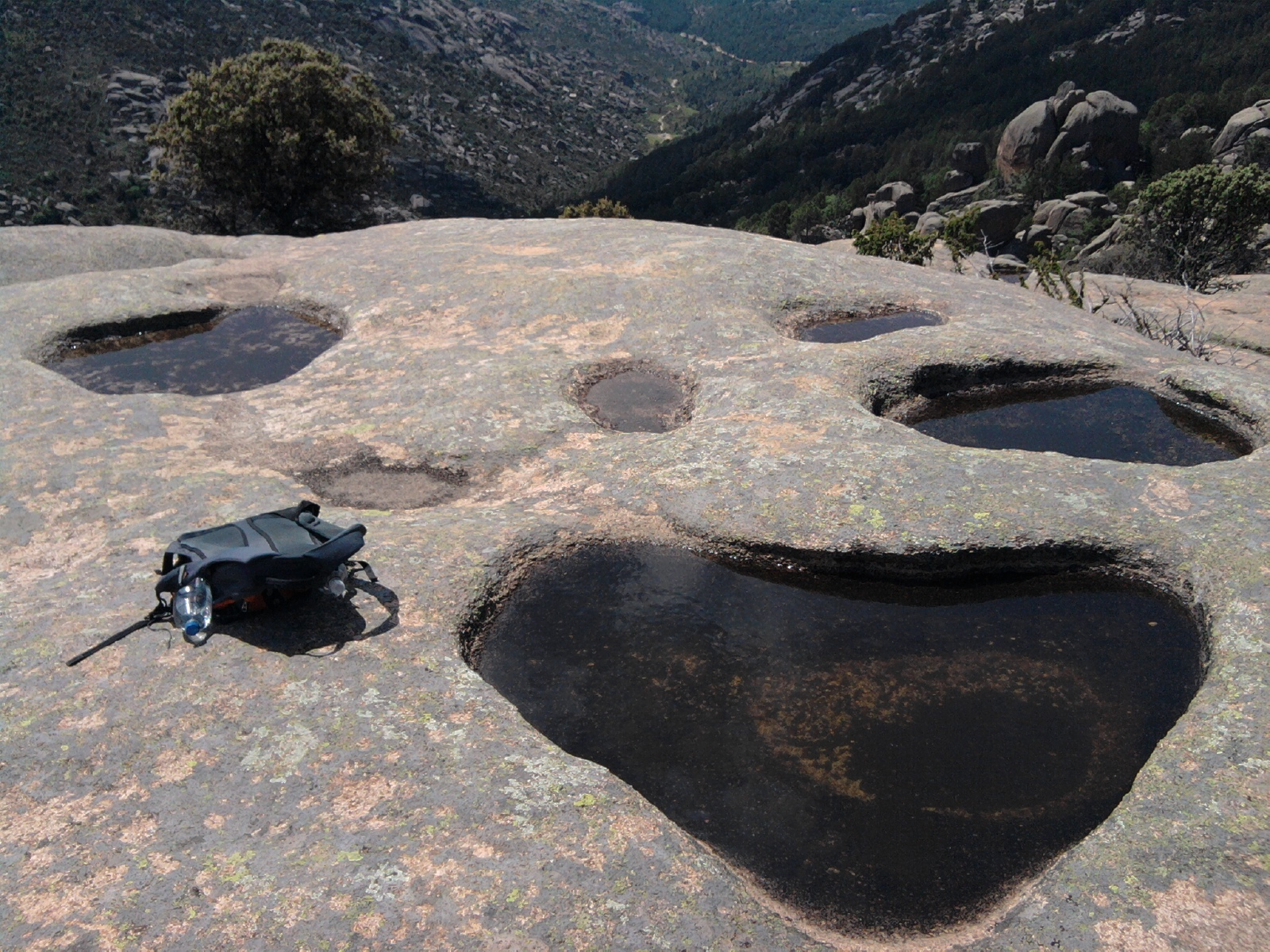
Cadolles sobre granit a La Pedrosa

Una cadolla (en anglès Gnamma Pit o Panhole) és una depressió que es produeix en certes roques, normalment granits o arenisques, i que s'origina sobre irregularitats del cos rocós que retén aigua, produint-se una meteorització.

## Etimologia
Una cadolla és un clot ple d'aigua obert en una roca, potser sobre una base llatina vulgar o d'origen incert *catulla. Segons Joan Coromines és un topònim amb més presències a les terres de parla catalana, però la majoria són en torrents o barrancs, llocs on les aigües formen fàcilment cadolles a les roques per on passa el curs d'aigua. Per exemple, el poble de Cadolla és en el fons de la vall d'un riu pirinenc on, precisament, l'aigua en forma moltes, de cadolles.
També es coneix com a cocó a les Balears i Pas Valencià.

## Descripció

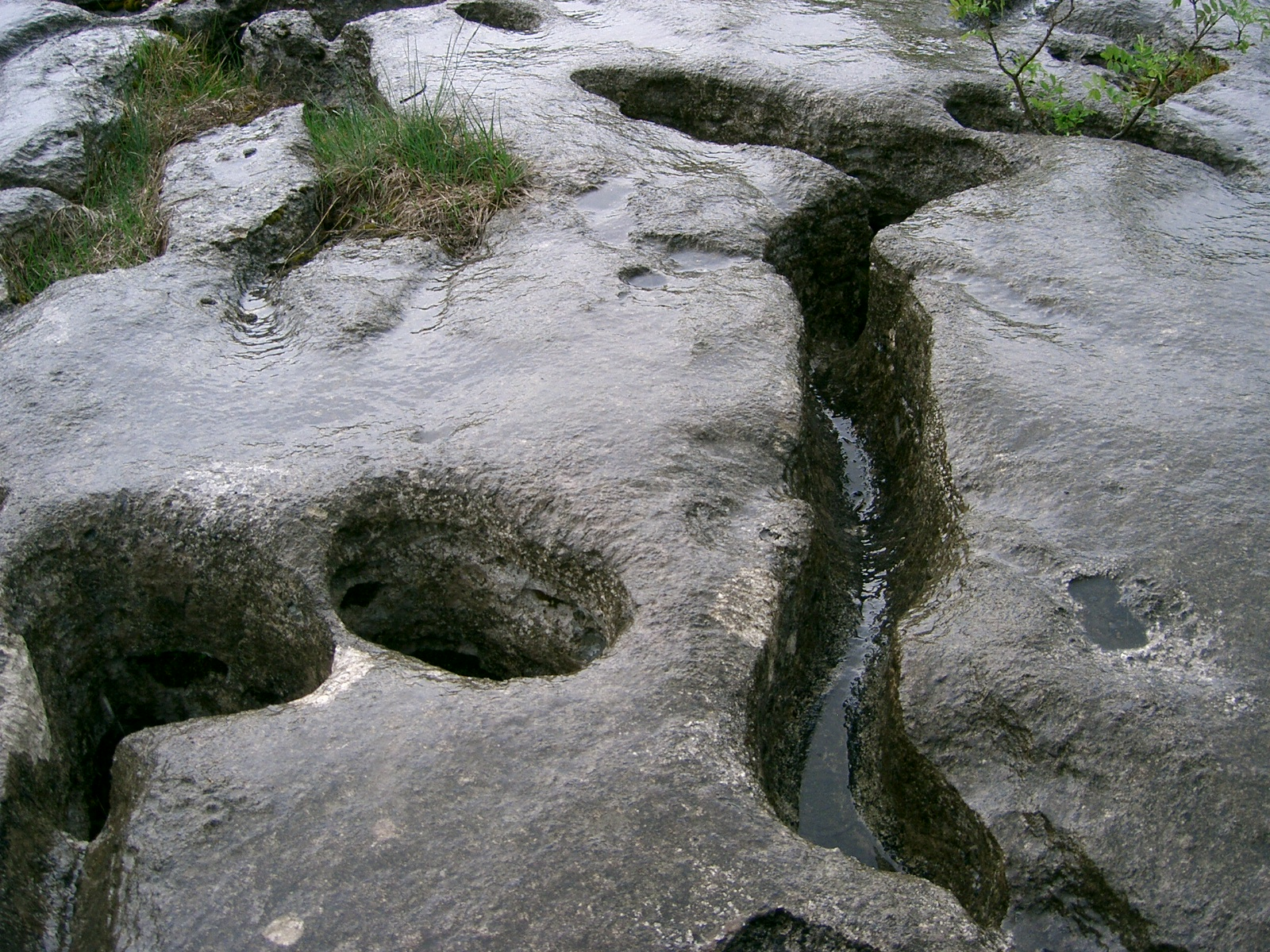
Exemple de cadolles, al Jura, França.

Les cadolles solen ser conques de dissolucions superficials, o depressions tancades, que tendeixen a formar-se en roques calcàries nues o en roques de silicat. També es troben a la roca granítica. En general, es caracteritzen per fons plans i, de vegades, pels costats pendents. La forma inicial pot ser originada per un buit tancat creat per un pegat d'humus. Els diàmetres rarament superen alguns centímetres.
A Sierra Nevada, Califòrnia, aquestes característiques van ser denominades fosses meteorològiques per François E. Matthes, que creu que indiquen superfícies de roca que han estat recents glaceres no consolidades. A les roques granítiques de Sierra Nevada, aquestes morfologies tenen una forma característica de manera que s'expandeixen més ràpidament en amplada del que creixen en profunditat.

## Toponímia
El terme cadolla és molt present en la geografia catalana i d'altres territoris. En singular (la Cadolla, la Cadolla fonda, la Cadolla del Jaumet…) i en plural (les Cadolles…). En general, aquests topònims o hidrònims fan referència a accidents geogràfics de dimensions relativament grans. Accidents que no queden estrictament representats en les definicions dels diccionaris.

## Curiositats
Els aborígens australians anomenen les cadolles de certes regions gnamma. No és estrany trobar algunes d'aquestes cadolles mig plenes d'aigua potable i tapades amb una llosa de pedra. La llosa limita l'evaporació i manté l'aigua neta. Els aborígens aprofiten aquestes reserves d'aigua de pluja com a dipòsits d'emergència.